# Josef-Schutz-Kirche (Krakau)

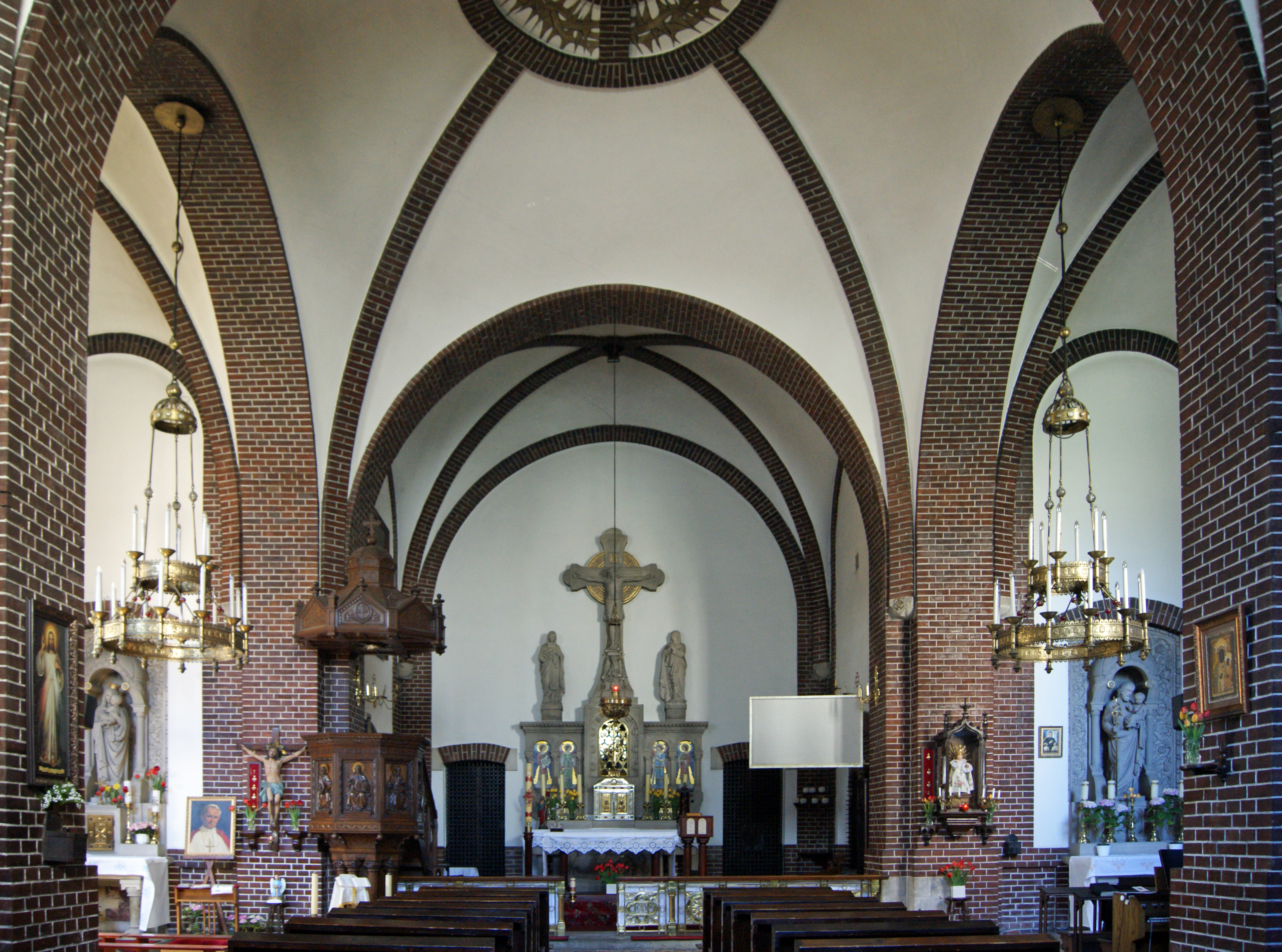
Innenraum

Die Josef-Schutz-Kirche (polnisch Kościół Opieki św. Józefa)  in Krakau ist eine katholische Kirche im Stil der Neugotik an der ul. Łobzowska 40 im Stadtteil Sand. 

## Geschichte
Die Kirche und das Kloster wurde in den Jahren 1903 bis 1905 für die Karmelitinnen von Tadeusz Stryjeński und Franciszek Mączyński gebaut, die 1874 im Rahmen des bismarckschen Kulturkampfs aus Posen nach Krakau vertrieben wurden. 